# Кулагин, Александр Михайлович
Александр Михайлович Кулагин (род. 9 августа 2002, Ростов-на-Дону) — российский хоккеист, нападающий.

## Биография
Уроженец Ростова-на-Дону, начинал заниматься хоккеем в три с половиной года, выпускник московской хоккейной школы «Северная звезда». В 2019 году перешёл в команду системы ХК «Сочи» ступинский «Капитан», за который провёл четыре сезона в МХЛ. 27 января 2023 года дебютировал в КХЛ в домашнем матче «Сочи» против «Витязя» (0:2). 13 сентября 2023 года подписал двусторонний однолетний контракт с омским «Авангардом» и провёл сезон в команде ВХЛ «Омские крылья». 11 марта 2024 года подписал пробный контракт с «Сочи», но в клуб не вернулся. 24 июня перешёл в клуб ВХЛ «Кристалл» Саратов. 26 июня 2025 года продлил соглашение с клубом на два года.